# Liste antiker Ortsnamen und geographischer Bezeichnungen/Fe
| Lateinischer Name                         | Griechischer Name        | Beschreibung                    | Heute                                              | Quellen und Verweise | Lage |
| ----------------------------------------- | ------------------------ | ------------------------------- | -------------------------------------------------- | -------------------- | ---- |
| Fecyi Jugum                               |                          |                                 |                                                    | Smith;               |      |
| Felsina                                   |                          | Stadt in Etrurien               | Bologna in Italien                                 | Smith;               |      |
| Feltria                                   |                          |                                 |                                                    | Smith;               |      |
| Fenni                                     |                          | Volk im Norden Europas          | Siedlungsgebiete in Finnland und Nord-Skandinavien | Smith;               |      |
| Ferentinae Lucus                          |                          |                                 |                                                    | Smith;               |      |
| Ferentinum                                | Φερεντῖνον (Pherentinon) | Stadt der Herniker in Latium    | Ferentino in der Provinz Frosinone                 | Smith;               |      |
| Ferentium, Ferentinum, Ferentum, Ferentia | Φερεντῖνον (Pherentinon) | Stadt in Etrurien               | Ferento im Gebiet von Viterbo in Italien           | Smith;               |      |
| Ferentum                                  |                          |                                 |                                                    | Smith;               |      |
| Feresne                                   |                          |                                 |                                                    | Smith;               |      |
| Feronia, Lucus Feroniae                   | Φερωνία (Pherōnia)       | Heiligtum der Feronia in Latium |                                                    | Smith;               |      |
| Feronia                                   | Φερωνία (Pherōnia)       | Stadt auf Sizilien              |                                                    |                      |      |
| Ferraria Prom                             |                          |                                 |                                                    | Smith;               |      |
| Ferratus                                  |                          |                                 |                                                    | Smith;               |      |
| Fescennium                                |                          |                                 |                                                    | Smith;               |      |